# Agustin Domingo
Agustin Domingo (13 april 1981) is een golfprofessional uit Barcelona, Spanje.

## Professional
Domingo werd in 2005 professional. In 2011 speelde hij op de Europese Challenge Tour en de Franse Allianz Golf Tour. Bij zijn eerste toernooi, de Allianz Challenge de France, eindigde hij op de 5de plaats, maar de rest van het jaar verliep matig. Op de Tourschool eindigde hij met birdie, birdie, eagle, par, par op de 20ste plaats en kwalificeerde hij zich voor de Europese PGA Tour van 2012.

### Gewonnen
Alps Tour
- 2006: Olivier Barras Memorial, Open le Madome
- 2010: Peugeot Classic[1]

Elders
- 2011: International France Pro, Allianz Final